# Педді Чаєфські
Педді Чаєфські (англ. Paddy Chayefsky; 29 січня 1923, Бронкс — 1 серпня 1981, Нью-Йорк) — американський драматург, сценарист, письменник

## Творчість
Педді Чаєфські був одним із найвідоміших драматургів «Золотого століття телебачення». Його інтимні, реалістичні сценарії забезпечували натуралістичний стиль телевізійної драми 1950-х років, драматизуючи життя звичайних американців. Мартін Готфрід писав у «Всьому своєму джазі», що Чаєфський був «найуспішнішим випускником телевізійної частини життєвої школи натуралізму».
Слідом за визнаними критиками телесценаріями, Чаєфський став відомим драматургом та романістом. Як сценарист, він отримав три премії «Оскар» за «Марті» (1955), «Лікарню» (1971) та «Мережу» (1976). Фільм «Марті» заснований на власній телевізійній драмі про двох самотніх людей, які знаходять кохання. «Мережа» — сатира на телевізійну індустрію, і «Лікарня» також була сатиричною. Кіноісторик Девід Томсон сказав, що «Лікарня» випередила свій час. […] Мало фільмів так добре показують катастрофу саморуйнівного ідеалізму Америки". Його сценарій для «Мережі» часто розцінювали як шедевр та називали «зразком грамотного, темно кумедного і захоплююче вічного матеріалу, який спонукає багатьох стверджувати, що це найкращий сценарій ХХ століття».